# Zacznijmy już dziś
Zacznijmy już dziś (fr. Ça commence aujourd'hui) – francuski dramat filmowy z 1999 roku w reżyserii Bertranda Taverniera. Zdjęcia kręcono w miejscowości Anzin w departamencie Nord.

## Fabuła
Daniel jest młodym dyrektorem przedszkola w małym miasteczku. Sytuacja ekonomiczna mieszkańców oparta jest na wydobywaniu węgla, ale większość kopalń została zamknięta. Dyrektor ma styczność z rodzicami i sytuacją ich dzieci – rządzi bieda, głód, brak światła i nadmiar alkoholu. Mężczyzna próbuje rozwiązać te problemy, nawiązując współpracę z pomocą społeczną i władzami miasta. Nie jest to łatwe, bo ci pierwsi są przeciążeni, a władza tnie wydatki na opiekę socjalną.

## Główne role
- Philippe Torreton – Daniel Lefebvre
- Maria Pitarresi – Valeria
- Nadia Kaci – Samia Damouni
- Véronique Ataly – Pani Lienard
- Nathalie Bécue – Cathy
- Emmanuelle Bercot – Pani Tievaux
- Françoise Bette – Pani Delacourt
- Christine Citti – Pani Baudoin
- Christina Crevillén – Sophie
- Sylviane Goudal – Gloria
- Didier Bezace – Inspektor
- Betty Teboulle – Pani Henry
- Gérard Giroudon – Burmistrz

## Nagrody i nominacje
25. ceremonia wręczenia Cezarów
- Najlepszy aktor – Philippe Torreton (nominacja)